# Gisela de Borgoña
Gisela de Borgoña (955-Ratisbona-21 de julio de 1007) fue miembro de la Casa antigua de Güelf y duquesa de Baviera de aproximadamente 972 a 976, y de 985 a 995, por su matrimonio con el duque Enrique el Pendenciero. Fue la madre del emperador Enrique II del Sacro Imperio Romano Germánico.

## Vida
Gisela era la hija mayor del rey Conrado I de Borgoña (c. 925-993), presuntamente de su primer matrimonio con Adelaida de Bellay. Después de la muerte de Adelaida, Conrado se casó con Matilde, una hija del rey Luis IV de Francia Occidental; entre sus medios-hermanos se encontraban: Rodolfo III, quien sucedió a su padre como rey de Arlés (Bourgogne Transjurane en francés o 'rey de Borgoña') y Berta, quien se casó con el rey Roberto II de Francia en 996.
El padre de Gisela gobernó el reino de Arlés desde 937, después de lograr desestimar los reclamos del rey Hugo de Italia. Conrado, en ese entonces menor de edad, pasó a estar bajo la protección de Otón I, rey de Francia Oriental, así frustrando los planes de Hugo. En 951, Otón se casó con la hermana de Conrado, Adelaida de Borgoña, viuda del hijo de Hugo, el rey Lotario II de Italia.
Alrededor del año 965, Gisela fue comprometida con el sobrino de Otón I, Enrique el Pendenciero, duque de Baviera; la boda se celebró en algún momento antes de 972. El emperador Otón I murió en 973 y fue sucedido por su hijo, Otón II. El muchacho de 18 años tuvo que afrontar las relaciones de su primo bávaro con el reino de Borgoña, formando un bloque de poder importante en el sur de su reino.
El marido de Gisela se rebeló inmediatamente, cuando tras la muerte de su cuñado el duque Burcardo III de Suabia en 973, el emperador Otón II hizo caso omiso a sus reclamos y  nombró a su sobrino, Otón, como duque de Suabia. Durante varios años de lucha, el duque Enrique fue encarcelado en el palacio imperial de Ingelheim, huyó, fue declarado depuesto en 976, y otra vez fue encarcelado por el obispo Folcmar de Utrecht dos años más tarde. Gisela, con su hijo Enrique, se refugió con el obispo Abraham de Frisinga; durante el encarcelamiento de su marido, ella vivió en Merseburgo.
Enrique no fue liberado hasta la muerte del emperador en 983. Otra vez intentó arrebatarle la corona al sucesor, Otón III. Sin embargo, con la intervención de la emperatriz viuda Teófano y de su predecesora y tía de Gisela, Adelaida de Borgoña, él finalmente desistió en 985 y recuperó el ducado de Baviera.

## Matrimonio e hijos

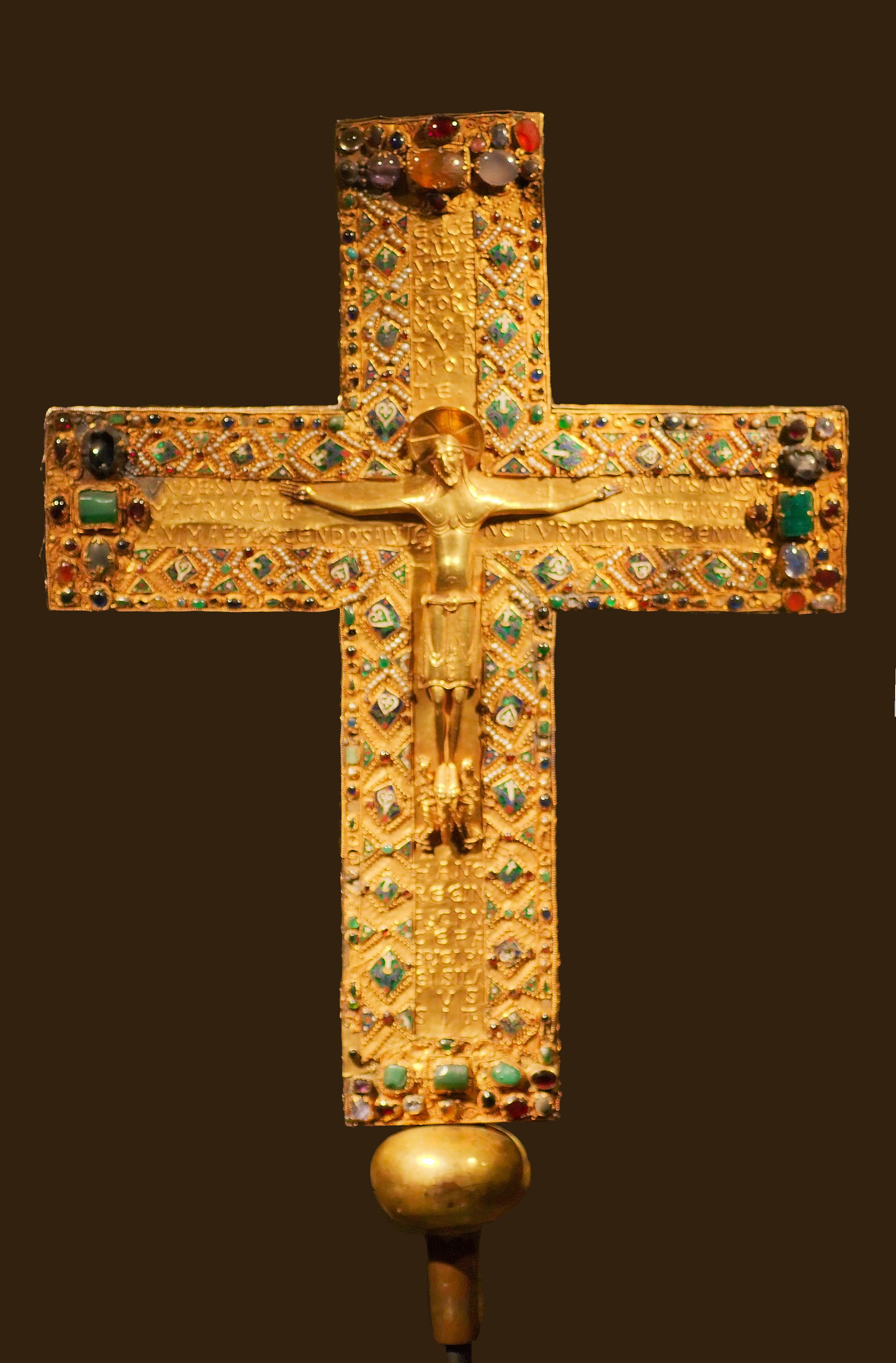
La cruz de Gisela.

Gisela y Enrique tuvieron tres hijos:
- Enrique IV de Baviera (973-1024): sucedió a su padre como duque de Baviera en 995. Fue elegido rey de los romanos (como Enrique II) en 1002 y coronado emperador del Sacro Imperio Romano Germánico en 1014[1]

- Bruno (falleció en 1029): obispo de Augsburgo desde 1006 hasta su muerte.

- Gisela (c. 985-1060): contrajo matrimonio con el rey Esteban I de Hungría.

Enrique II ya era mencionado como condux bávaro en 994. Gisela vivió para ver el ascenso de su hijo al trono en las elecciones reales de 1002. Según las crónicas de Tietmaro de Merseburgo, Gisela falleció el 21 de julio de 1007. Fue enterrada en la abadía de Niedermünster, en Ratisbona. Su hija, Gisela, donó una opulenta cruz para su entierro, conocida como la Giselakreuz, la cual actualmente se encuentra en la colección del tesoro en la Residencia de Múnich.